# 比瑟伊
比瑟伊（法語：Bisseuil，法語發音：[bisœj]）是法国马恩省的一个旧市镇，位于该省西部，属于埃佩尔奈区。2016年1月1日，比瑟伊和相邻的另外2个市镇合并为新市镇阿伊香槟（Aÿ-Champagne）。

## 地理
比瑟伊（49°2'43"N, 4°5'18"E）面积10.03 平方千米，位于法国大東部大區马恩省，该省份为法国东北部内陆省份，北起阿登省，西北接埃纳省，西南接塞纳-马恩省，南至奥布省，东南接上马恩省，东临默兹省。
与比瑟伊接壤的市镇（或旧市镇、城区）包括：方丹叙阿伊、阿沃奈瓦勒多尔、马勒伊叙阿伊、普利沃、瓦勒德利夫尔、马恩河畔图尔。

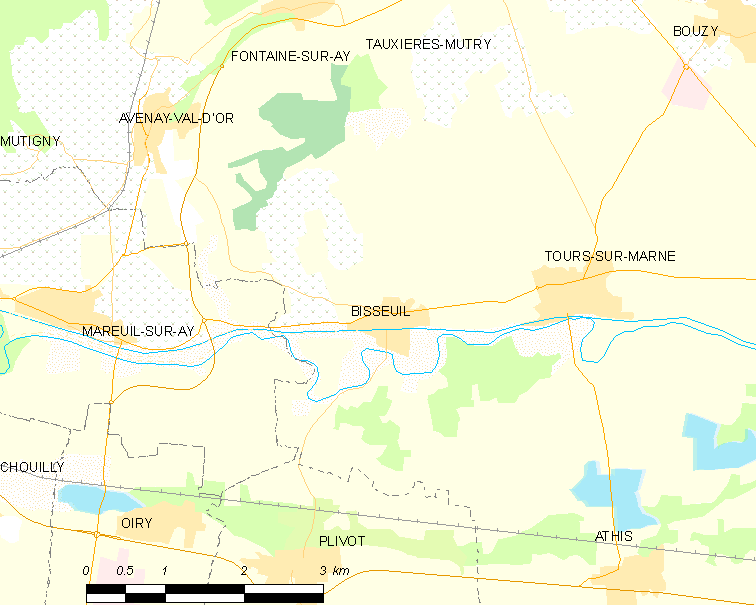
比瑟伊的OSM定位图

比瑟伊的时区为UTC+01:00、UTC+02:00（夏令时）。

## 行政
比瑟伊的邮政编码为51150，INSEE市镇编码为51064。

## 政治
比瑟伊所属的省级选区为埃佩尔奈第一县。

## 人口

1962-2008年间比瑟伊人口变化图示

比瑟伊于2018年1月1日时的人口数量为620人。